# Tampa Bay Rays
I Tampa Bay Rays sono una squadra professionistica di baseball della Major League Baseball (MLB), con sede a Saint Petersburg, Florida. Sono membri della East Division della American League. Dalla sua nascita, la squadra disputa le sue gare interne al Tropicana Field.
Dopo quasi tre decenni di tentativi falliti di portare una squadra di espansione nell'area della Baia di Tampa, un gruppo guidato da Vince Naimoli ricevette la franchigia il 9 marzo 1995.  I Tampa Bay Devil Rays iniziarono a giocare nella stagione 1998.
Il loro primo decennio, tuttavia, non fu positivo, terminando all'ultimo posto della division in ogni stagione, ad eccezione del 2004, in cui conclusero penultimi. Dopo la stagione 2007, Stuart Sternberg, che aveva acquisito il controllo del club da Vince Naimoli due anni prima, cambiò il nome della squadra da "Devil Rays" a "Rays", ora riferito maggiormente a un raggio di sole piuttosto che a una manta (manta ray in inglese), anche se il logo della manta rimase sulle maniche delle uniformi. La stagione 2008 vide i Tampa Bay Rays concludere per la prima volta il campionato con un saldo positivo di vittorie, il primo titolo di division e raggiungere le loro prime World Series (battendo i rivali Boston Red Sox nelle ALCS 2008). In finale furono sconfitti dai Philadelphia Phillies. Da allora, i Rays sono rimasti stabilmente dei contendenti al titolo, raggiungendo i playoff nel 2010, 2011, 2013 e 2019 senza però mai superare il primo turno. Nel 2020, invece, i Rays riuscirono ad avanzare nei playoff fino al raggiungimento delle seconde World Series della loro storia, perse però contro i Los Angeles Dodgers. L'anno seguente la squadra toccò le 100 vittorie in regular season (record di franchigia), tuttavia il cammino nei playoff tornò a interrompersi al primo turno, contro i Boston Red Sox.
I rivali principali dei Tampa Bay Rays sono i Boston Red Sox e i New York Yankees, con i primi dei quali sono avvenuti diversi incidenti in campo. I Rays hanno una rivalità anche con i Miami Marlins della National League essendo parte dello stesso stato. Le sfide in cui si affrontano ogni anno sono chiamate "Citrus Series".

## Storia

### Una franchigia a Saint Petersburg
Già anni prima della nascita dei Devil Rays, Saint Petersburg aveva tentato di proporre la propria candidatura ad ospitare una squadra professionistica di baseball. In particolare una serie di franchigie, che nel corso degli anni settanta e ottanta non attraversavano un buon momento, guardavano alla città situata sulla costa ovest della Florida come ad una possibilità di ottenere un nuovo stadio e una scossa in termini sportivi. Tra queste franchigie vi erano i Seattle Mariners, gli Oakland Athletics, i Texas Rangers e i Minnesota Twins; ma le due squadre che più si avvicinarono ad un trasferimento a Saint Petersburg furono i Chicago White Sox, che tuttavia rimasero nell'Illinois dopo la costruzione del U.S. Cellular Field, e i San Francisco Giants, a cui però la Lega impose di restare a San Francisco.
Nel 1995, la Major League Baseball si preparò per una espansione a due nuove città: Phoenix e appunto Saint Petersburg; i Tampa Bay Devil Rays avrebbero giocato la loro prima stagione nel 1998.

### Il presente

logo ricamato sui cappellini da gioco dei Devil Rays, in uso dal 2005 al 2008

Come tutte le neonate franchigie professionistiche americane, i Tampa Bay Devil Rays hanno dovuto pagare l'inesperienza e la mancanza di competitività iniziale; nonostante questo la lunga tradizione di baseball nella costa ovest della Florida e la presenza di due stelle assolute quali José Canseco e Wade Boggs hanno permesso ai Devil Rays di essere una delle squadre più seguite dell'intera MLB.

Il logo in uso dal 2008

Nel 2008 c'è stato il cambio di nome e, dopo anni di fallimenti, c'è stata la svolta per i Rays. Trascinati dal rookie Evan Longoria e da altri giovani talenti presi in anni e anni di prime scelte al Draft, come B.J. Upton, con i veterani (a dispetto della giovane età) Carl Crawford e Rocco Baldelli e i lanciatori Kazmir, Shields, Garza, Sonnanstine, andati a comporre un'efficace rotazione di partenti, i Rays sono riusciti a vincere l'American League East arrivando davanti a Boston Red Sox e New York Yankees. Nei playoff hanno sconfitto i Chicago White Sox e sono riusciti ad avere la meglio in sette gare sui campioni in carica, i Boston Red Sox, laureandosi campioni dell'American League; nelle World Series, dopo cinque partite, i Rays si sono dovuti arrendere ai Philadelphia Phillies per 4-1.

## Statistiche e date storiche
La migliore stagione per la franchigia è stata quella 2008 con il raggiungimento delle World Series. La peggiore fu quella del 2002 con 56 gare vinte e 106 perse.
Tra i giocatori che hanno militato nei Tampa Bay Devil Rays, l'unico che sia stato ammesso alla Baseball Hall of Fame è Wade Boggs (3B-DH dal 1998 al 1999).
Il 14 aprile 1999 vestendo la maglia dei Devil Rays contro i Toronto Blue Jays, Jose Canseco ha messo a segno il 400º fuoricampo della sua carriera. Nella stessa stagione Canseco guidava la speciale classifica dei fuoricampo dell'American League avendone messi a segno 30 prima che un infortunio lo tenesse fuori per due mesi.
Il 7 agosto 1999 Wade Boggs vestendo la maglia dei Devil Rays è diventato il primo giocatore di sempre a battere un fuoricampo per la 3000ª valida della sua carriera.

## Giocatori importanti

### Membri della Baseball Hall of Fame
| Hall of Famer dei Tampa Bay Rays |      |
| Giocatore                        | Anno |
| Wade Boggs                       | 2005 |

### Numeri ritirati

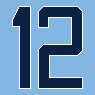
Wade Boggs 3B Ritirato il 7 aprile 2000
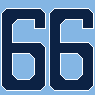
Don Zimmer All. Ritirato il 6 aprile 2015
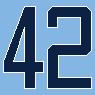
Jackie Robinson - Ritirato da tutta la MLB nel 1997

## Il logo

Logo dei Devil Rays in uso dal 1998 al 2000

Nel 1998 i giovani tifosi della MLB votarono il logo dei Tampa Bay Devil Rays come il più bello dell'intera lega.
Nonostante questo varie sono state le critiche che fin dal principio hanno accompagnato il disegno originale della squadra: il primo logo dei Devil Rays differiva per una colorazione giudicata eccessiva (lo sfondo che variava dal viola al blu al verde al giallo) e soprattutto per la grande scritta Devil Rays al posto dell'attuale Tampa Bay. Proprio il richiamo al "diavolo" veniva visto come eccessivo perciò la lega pensò nel 2001 ad un parziale restyling approdando al disegno odierno.
Per lo stesso motivo in tempi recenti il nickname viene sempre più spesso sostituito, anche nelle divise, con il più semplice Rays.

## Media
Nel 2002 uscì nei cinema il film Un sogno, una vittoria, conosciuto negli Stati Uniti con il titolo The Rookie, interpretato da Dennis Quaid. Il film è basato sulla storia vera del lanciatore mancino Jim Morris che esordì in Major League nel 1999 con la franchigia dei Tampa Bay Devil Rays a ben 35 anni di età.

## Affiliate nella Minor League
| Livello | Team                   | League                  | Luogo                             |
| ------- | ---------------------- | ----------------------- | --------------------------------- |
| AAA     | Durham Bulls           | Triple-A East           | Durham, Nord Carolina             |
| AA      | Montgomery Biscuits    | Double-A South          | Montgomery, Alabama               |
| A+      | Bowling Green Hot Rods | High-A Central          | Bowling Green, Kentucky           |
| A-      | Charleston RiverDogs   | Low-A East              | Charleston, Sud Carolina          |
| Rookie  | GCL Rays               | Florida Complex League  | Port Charlotte, Florida           |
| Rookie  | DSL Rays 1             | Dominican Summer League | Boca Chica, Repubblica Dominicana |
| Rookie  | DSL Rays 2             | Dominican Summer League | Boca Chica, Repubblica Dominicana |

## Record stagionali
- Miglior media in battuta: .324, Aaron Ledesma
- Maggior numero di valide: 198, Aubrey Huff (2003)
- Maggior numero di doppi: 47, Aubrey Huff (2003)
- Maggior numero di tripli: 19, Carl Crawford (2004)
- Maggior numero di fuoricampo: 46, Carlos Peña (2007)
- Maggior numero di punti battuti a casa: 121, Carlos Peña (2007)
- Maggior numero di basi rubate: 60, Carl Crawford (2009)
- Maggior numero di vittorie: 20, David Price (2012)
- Minore media PGL: 2.56, David Price (2012)
- Eliminazioni: 239, Scott Kazmir (2005)
- Gare complete: 11, James Shields (2011)
- Shutouts: 4, James Shields (2011)
- Salvi: 48, Fernando Rodney (2012)